# جائزة إيطاليا الكبرى 2010
جائزة إيطاليا الكبرى 2010 (بالإنجليزية: 2010 Italian Grand Prix)‏ هو سباق فورمولا 1 أقيم بتاريخ 12 سبتمبر، 2010 في حلبة مونزا، إيطاليا. كان الرابع عشر من أصل 19 في بطولة العالم لسباقات الفورمولا واحد موسم 2010. حلّ الإسباني فرناندو ألونسو أولا بينما جاء جنسن باتون في المركز الثاني وحصل على المركز الثالث البرازيلي فيليبي ماسا.